# Phrynosoma cerroense
Espèce
Statut CITES
Phrynosoma cerroense est une espèce de sauriens de la famille des Phrynosomatidae.

## Répartition
Cette espèce est endémique de l'île Cedros au Mexique.

## Étymologie
Son nom d'espèce, composé de cerro et du suffixe latin -ense, « qui vit dans, qui habite », lui a été donné en référence au lieu de sa découverte, l'île Cedros, autrefois nommée île Cerros.

## Publication originale
- Stejneger, 1893 : Annotated list of the reptiles and batrachians collected by the Death Valley Expedition in 1891, with descriptions of new species. North American Fauna, no 7, p. 159-228 (texte intégral).